# XL Галерея
XL Галерея — одна из ведущих московских галерей современного искусства, специализируется на российских художниках самых разных поколений, от московских концептуалистов (Елены Елагиной, Игоря Макаревича и Виктора Пивоварова) до так называемых молодых (Сергея Сапожникова и группировки ЗИП).

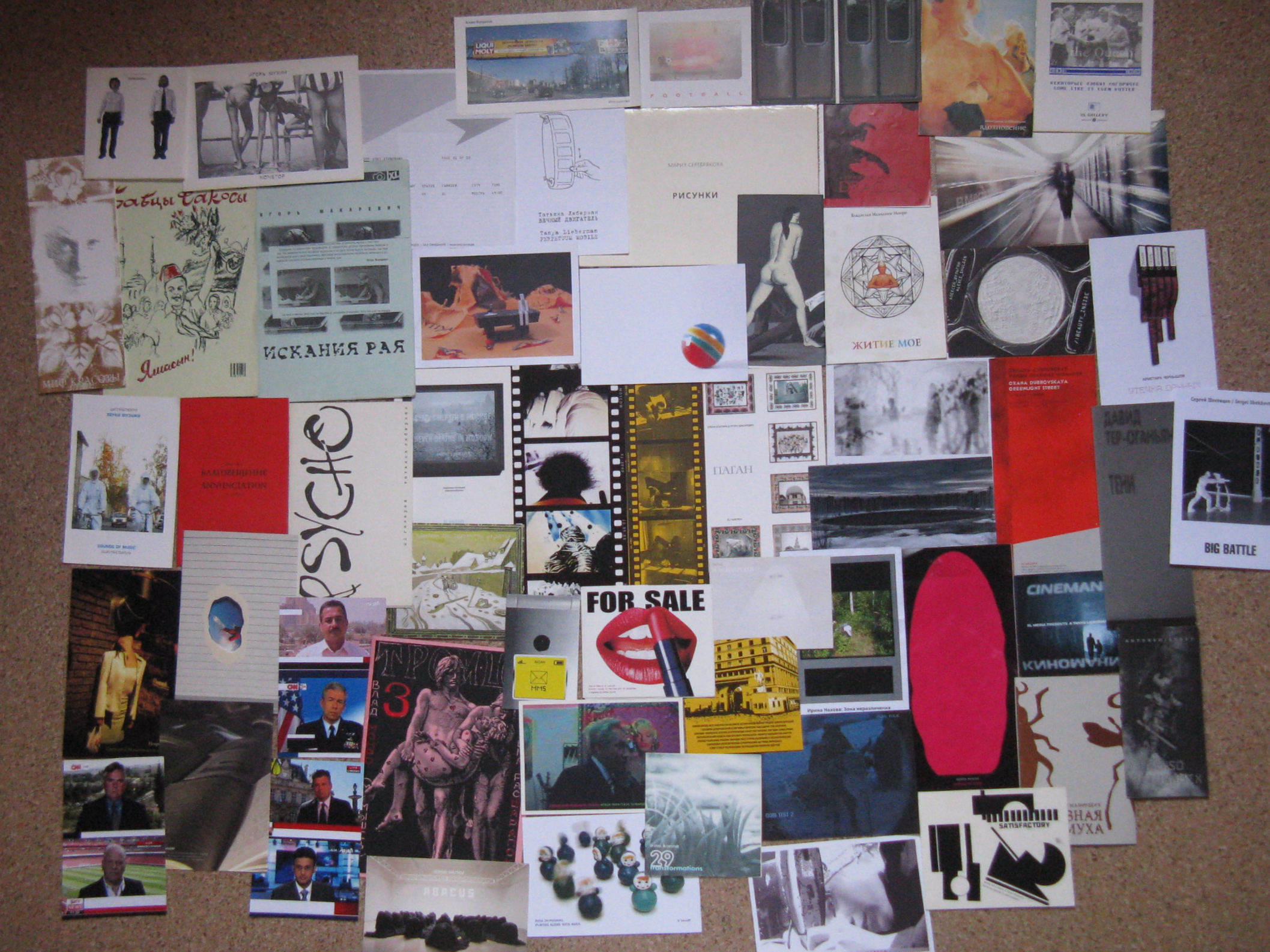
Каталоги XL-галереи

## История
XL Галерея основана в 1993 году искусствоведом Еленой Селиной и её мужем Сергеем Хрипуном, своим днём рождения считает 22 декабря. Одна из самых известных и влиятельных галерей современного искусства в России.
Первоначально галерея располагалась в однокомнатной квартире жилого дома в Уланском переулке, позже сменила ещё два адреса. По словам Елены Селиной, XL Галерея являлась «галереей быстрого реагирования» и показывала «художников, про которых не известно, возьмут ли их в музей».
В 2007 году галерея переехала на «Винзавод».
В настоящее время руководство галереей осуществляет Сергей Хрипун, Елена Селина выступает как куратор, определяя выставочную политику XL. Параллельно она работает как приглашенный куратор на других выставочных проектах, в том числе — и в первую очередь — некоммерческих.

## Художники галереи
ABC, Алексей Булдаков, Людмила Горлова, Александра Дементьева, Владимир Дубосарский и Александр Виноградов, Оксана Дубровская, Анна Ермолаева, Константин Звездочётов, Ирина Корина, Михаил Косолапов, Олег Кулик, Татьяна Либерман, Игорь Макаревич, Владислав Мамышев-Монро, Кирилл Маркушин, Борис Михайлов, Игорь Мухин, Ирина Нахова, Борис Орлов, Анатолий Осмоловский, Александр Повзнер, Виктор Пивоваров, Рябова Анастасия, Айдан Салахова, Сергей Сапожников, «Синий суп», Антон Смирнский, Валерий Улымов, Татьяна Хенгстлер, Аристарх Чернышёв, Мария Шарова и Дмитрий Окружнов, Сергей Шеховцов, Алексей Шульгин.

## Наиболее известные выставки
- 2020 — «Технокрестьяне». Группировка «ЗИП».
- 2020 — «Кусство». Повзнер, Александр Повзнер[3].
- 2020 — «RM». Мария Шарова и Дмитрий Окружнов.[4]
- 2019 — «Шаром покати». Давид Тер-Оганьян[5].
- 2017 — «206 Partial content». Мария Шарова и Дмитрий Окружнов[6].
- 2016 — «Favela». Сергей Шеховцов[7][8].
- 2015 — «Dance». Сергей Сапожников[9].
- 2011 — «Они». Виктор Пивоваров. XL Галерея совм. с ММСИ[10][11][12][13][14].
- 2007 — «Русская идея». Игорь Макаревич[15][16][17].
- 2005 — «Гобитест (Зима)». Олег Кулик.
- 2005 — «Я люблю себя». Айдан Салахова[18][19][20].
- 2004 — «I Have a Dream». Давид Тер-Оганьян.
- 2004 — «Тёмные комнаты». Виктор Пивоваров.
- 2002 — «Железная муха». Игорь Макаревич.
- 2000 — «Каждый охотник желает знать…». Семён Файбисович.
- 2000 — «Рисунки старых советских мастеров». Игорь Макаревич.
- 1997 — «Дом художника или моя жизнь в искусстве». Вера Митурич-Хлебникова.
- 1996 — «Ветка». Андрей Монастырский.[21]
- 1996 — «Людвиг 2 Баварский и „Лебединое озеро“ П. И. Чайковского». Тимур Новиков[22].
- 1996 — «Лигномания». Игорь Макаревич[23].